# Toni Grøn
Antonie (Toni) Sofie Mathilde Grøn (født 18. maj 1912 i Hamborg, død 19. januar 1995 i København) var en dansk fagforeningskvinde i Kvindeligt Arbejderforbund (KAD), hvor hun var formand i perioden 1971-1978.
Toni Grøn var oprindeligt af tysk-italiensk afstamning, hun kom dog til Danmark som 10-årig, hvor familien valgte at slå sig ned i Esbjerg. I 1935 flyttede hun til København, hvor hun meldte sig ind i KAD.
I 1937 var hun med til at danne en socialdemokratisk klub i KADs Københavns afdeling 1. Det skete som et modtræk til den kommunistiske indflydelse, der var begyndt at gøre sig gældende i afdelingen. Hun var aktiv i klubben til sin død. Hun var socialdemokratisk politiker i Københavns Borgerrepræsentation i perioden 1950-1970.